# Termas da Piedade

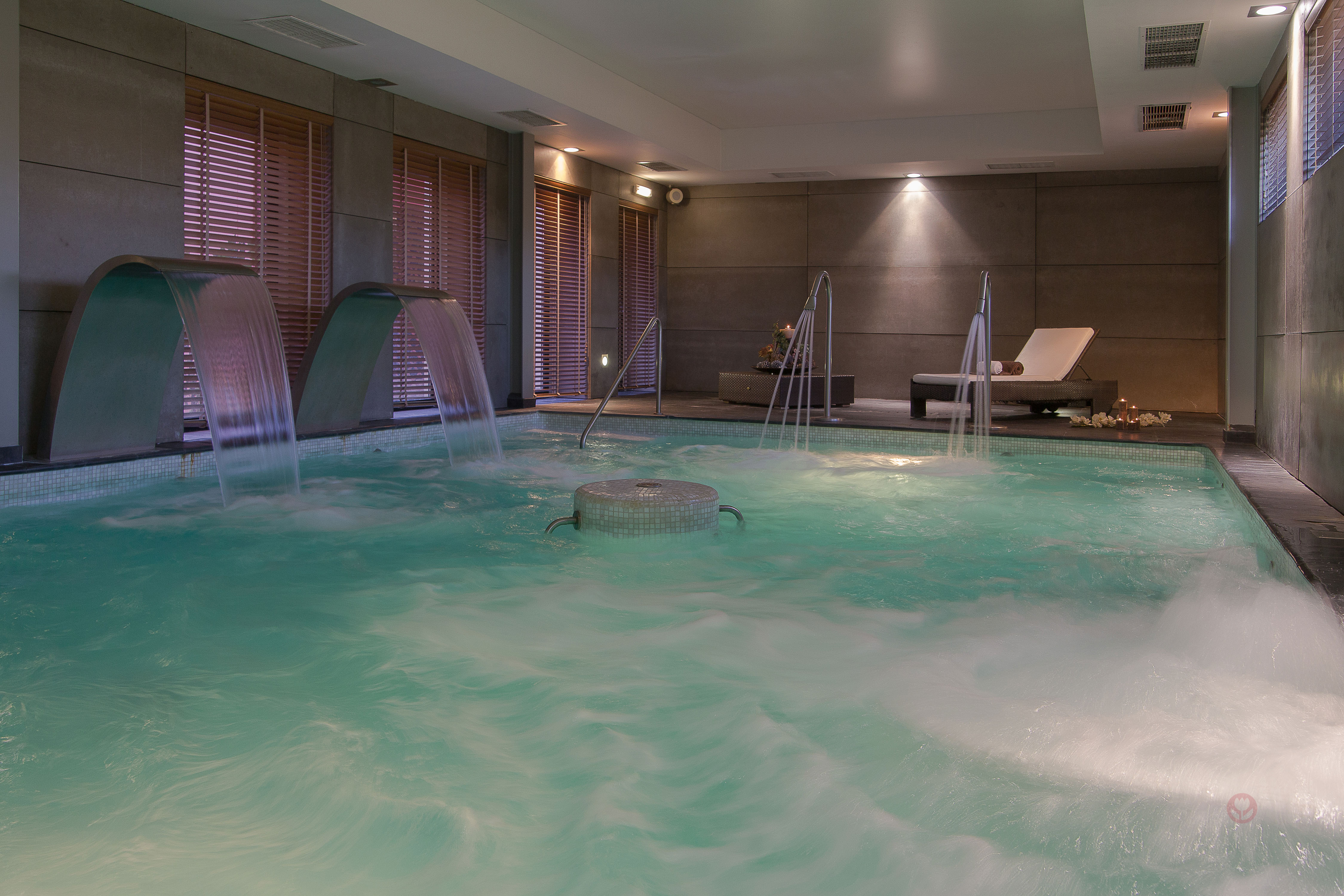
Circuito de hidroterapia

As Termas da Piedade encontram-se na freguesia de Vestiaria, a 3 km da Cidade de Alcobaça pertencente ao distrito de Leiria. As águas da piedade emergem-se a 27 Graus, estas são hipotermais, mesossalinas, cloretadas, sódicas, bicarbonatadas e cálcicas.
Após 22 anos de encerramento, as Termas da Piedade reabriram a 12 de Setembro de 2019 com um corpo clínico formado e competente para a realização de novos tratamentos. As termas foram exploradas até 1997, altura em que devido a uma contaminação da fonte foram encerradas.

## Serviços e indicações terapêuticas
As ÁGUAS DA PIEDADE agregam inúmeros benefícios para a saúde nomeadamente para o aparelho digestivo, sistema músculo esquelético, aparelho urinário e valências dermatológicas.
Os utentes podem realizar os seguintes tratamentos com acompanhamento médico: Duche vichy, hidrocolonterapia, duche agulheta, banhos com água termal, hideroterapia, ingestão de água termal, entre outros serviços complementares.
O Balneário das Termas da Piedade encontra-se no Your Hotel & Spa Alcobaça, unidade hoteleira de 4 estrelas, com área de spa, buvet e restaurante à disposição.
Atualmente a atividade termal é comparticipada pelo estado Português.

## Composição química
As águas da Piedade são consideradas:
- cloretada sódica;
- Hipersalina e com PH neutro 6,9

Têm como iões principais:
- cloreto +/- 1250mg/l
- sódio +/- 800 mg/l
- bicarbonato +/- 370 mg/l
- sulfato +/- 270 mg/l
- cálcio +/- 160 mg/l

## História
Perdeu-se no tempo o início do aproveitamento das águas da Piedade com fins terapêuticos. Segundo estudos, as nascentes teriam sido exploradas durante a romanização. É sabido que no tempo do Cardeal-Rei D. Henrique aqui se tomavam os “banhos da cura”. Este monarca terá mandado edificar, nos finais do século XVI, uma capela sob a égide da Senhora da Piedade. Surge, deste modo, o nome pelo qual irá ser doravante conhecida esta estância termal.
O primeiro estabelecimento Termal foi edificado por iniciativa dos monges de Alcobaça.